# آمینوآسیل‌دار کردن
آمینوآسیل‌دار کردن یا آمینوآسیلاسیون (به انگلیسی: Aminoacylation) فرآیند افزودن یک گروه آمینوآسیل به یک ترکیب است.

## همچنین ببینید
- آسیل‌دار کردن
- آمینوآسیل‌دار کردن tRNA